# Alpbach
Pour les articles homonymes, voir Alpbach (homonymie).
Alpbach est une commune autrichienne du district de Kufstein dans le Tyrol. Elle compte 2 600 habitants (le 1er janvier 2012). Elle accueille depuis 1945 l'important Forum Européen Alpbach chaque été.

## Géographie
Alpbach est une commune dans les Alpes de Kitzbühel (allemand : Kitzbüheler Alpen).
Les sommets proches sont au sud le Grosser Galtenberg à 2 424 m d’altitude, au sud-ouest le Wiedersberger Horn (2 127 m) et à l'est le Schatzberg (1 898 m).

## Personnages célèbres

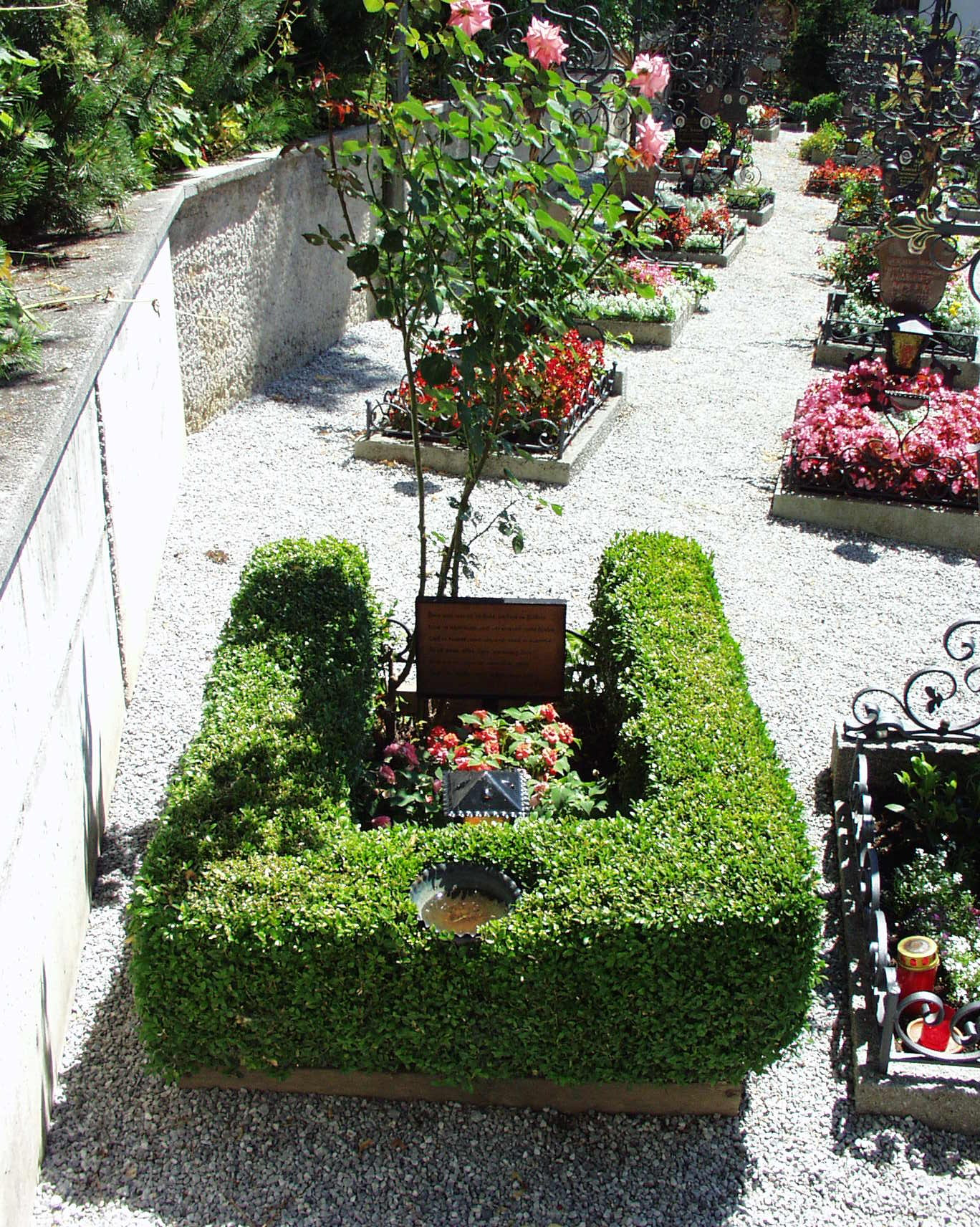
La tombe de Schrödinger.

Erwin Schrödinger (1887-1961), un physicien et théoricien scientifique autrichien, est enterré à Alpbach.

## Culture et Événements

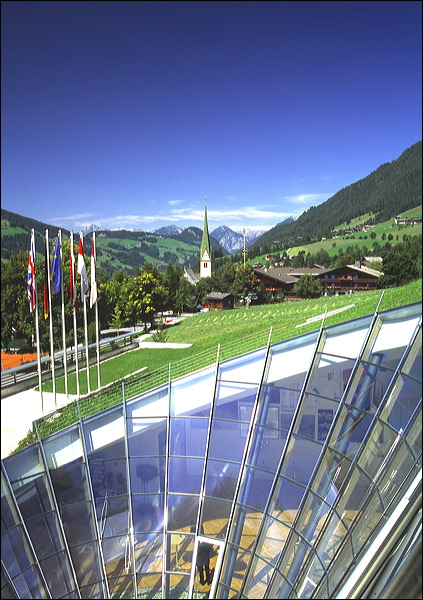
Centre des congrès Alpbach.

- Centre des congrès Alpbach (Congress Centrum Alpbach, allemand : Kongresscenter) : Congrès se tiennent tout au long de l'année au Centre des congrès, aussi le 'Euop
- Forum européen d'Alpbach (Eurpäisches Forum Alpbach) : Le Forum a été fondé en août 1945. C'est un congrès et des conférences avec des personnalités internationales du monde scientifique, économique, culturel et politique, dont plusieurs lauréats du prix Nobel, en août chaque année.

Des intervenants et participants de partout dans le monde, de la science, des affaires et de la politique, des experts et des étudiants se réunissent à Alpbach pour discuter de questions d'actualité du moment et pour trouver des solutions interdisciplinaires. Aujourd'hui, cela représente plus de 4 000 personnes provenant de plus de 60 pays.
La participation est ouverte à toutes les parties intéressées. Les événements ont lieu en allemand ou en anglais.
Des groupes d'initiative et de clubs ont été fondés par les participants au Forum européen d'Alpbach. Il existe actuellement 33 groupes et clubs. Pour la France: EPT IG FRANCE (Pour Que l'Esprit d'Alpbach vive en France).

## Tourisme et Sport
- Sport en hiver : ski alpin, ski nordique,..
- Sport en été : randonnée, alpinisme,..

En cyclisme, Alpbach a accueilli l'arrivée de la 1re étape du tour des Alpes 2023, que remportait Tao Geoghegan Hart.

## Galerie

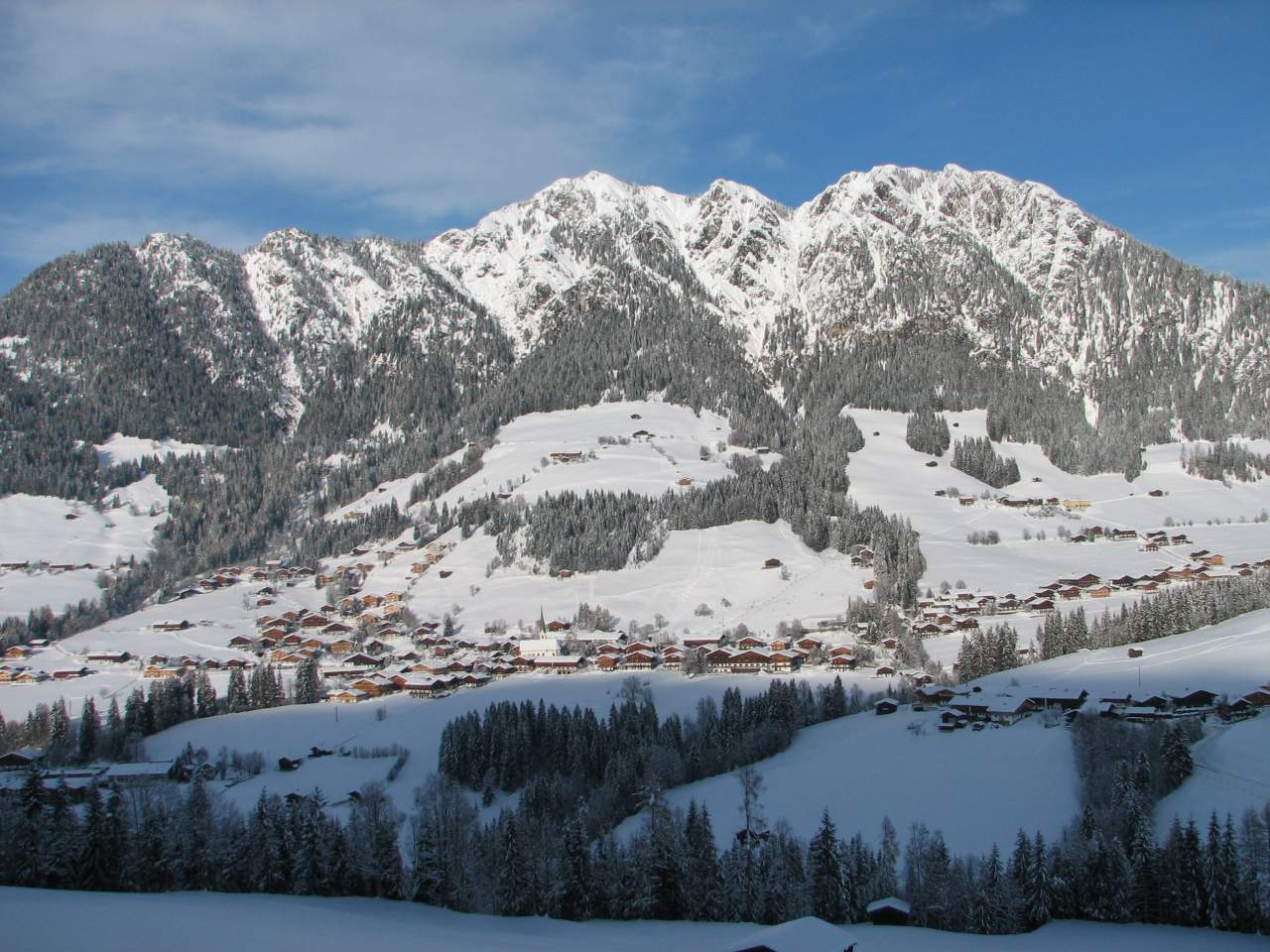
Alpbach en hiver.
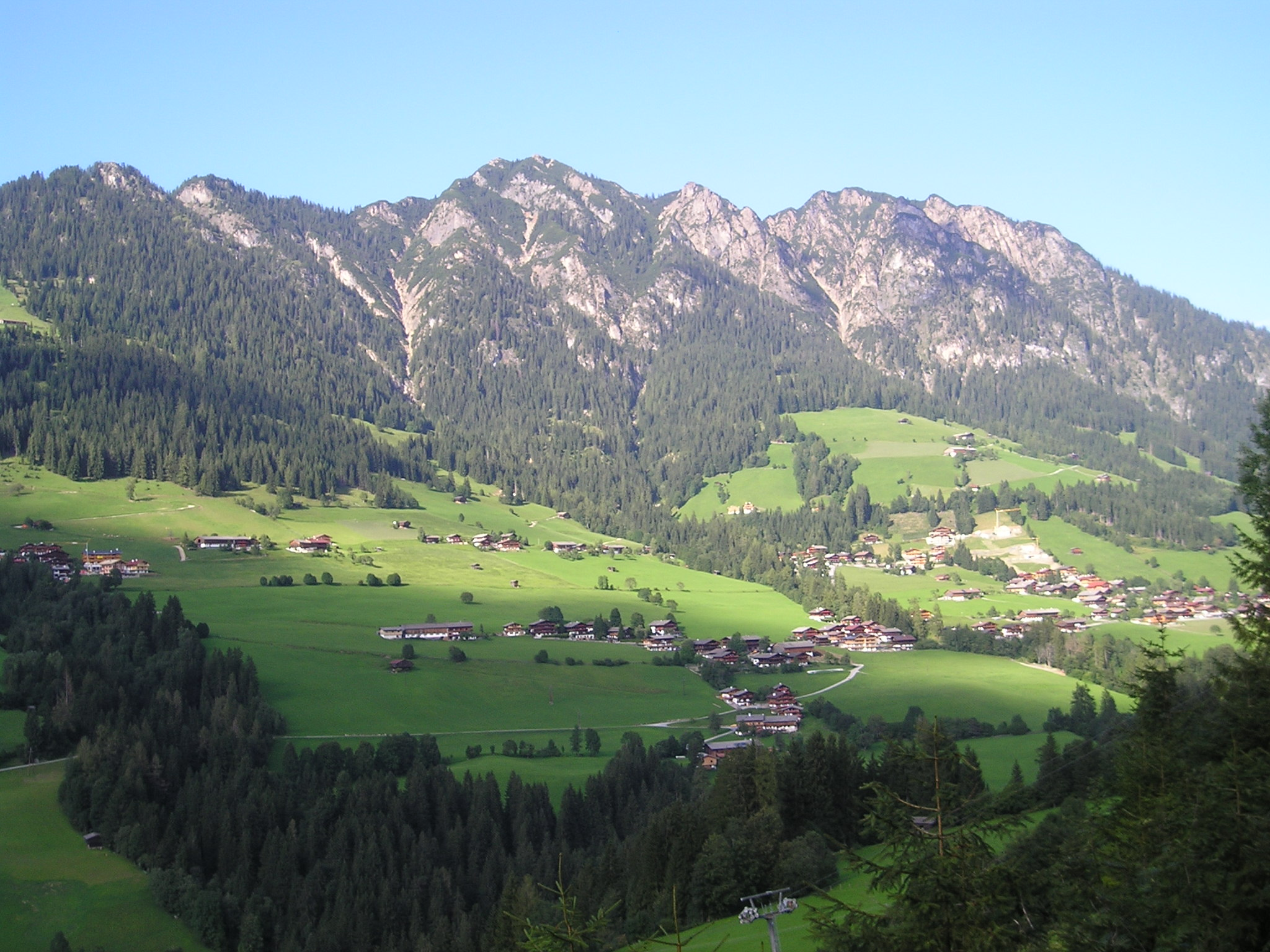
Alpbach en été.
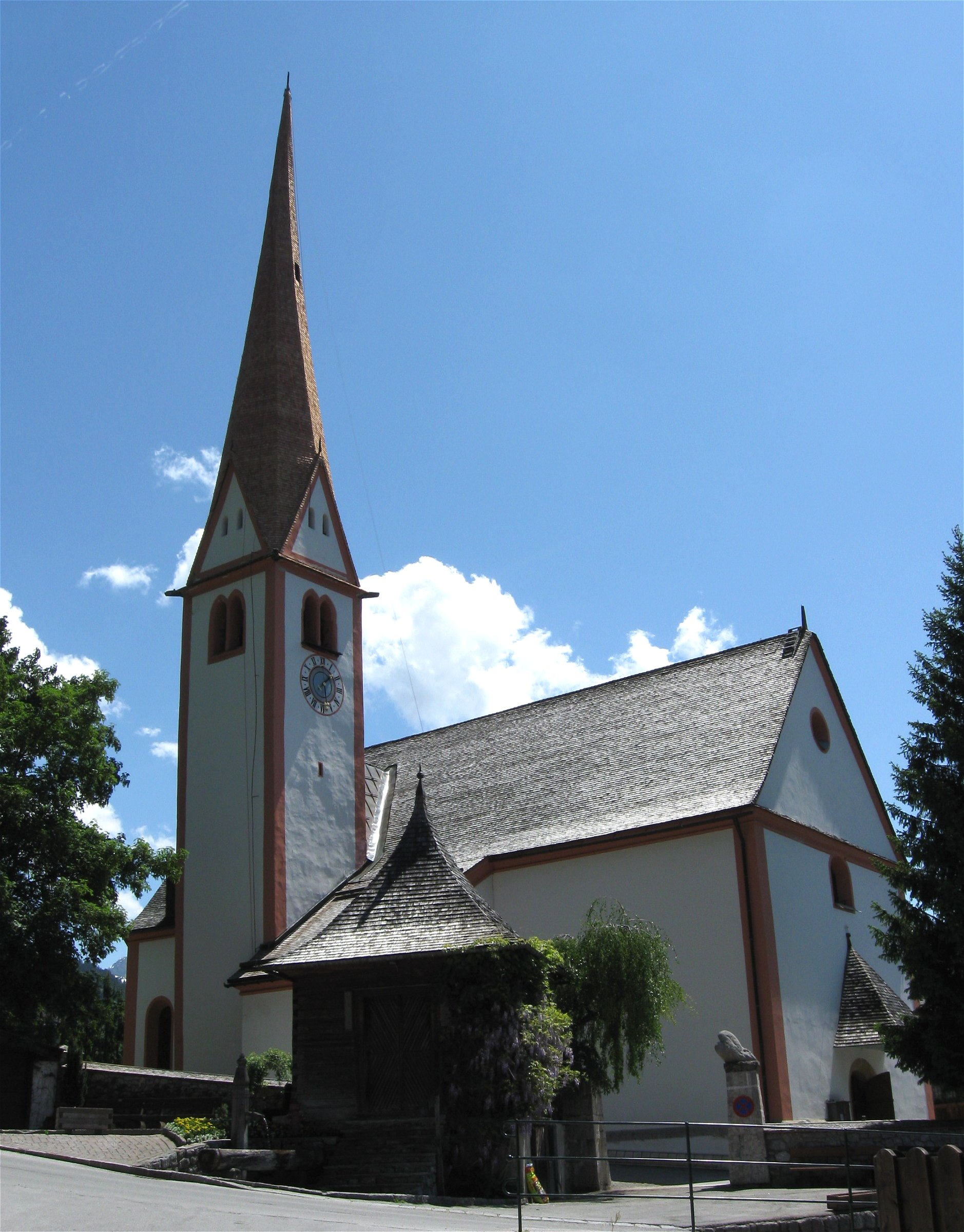
L'église St. Oswald.
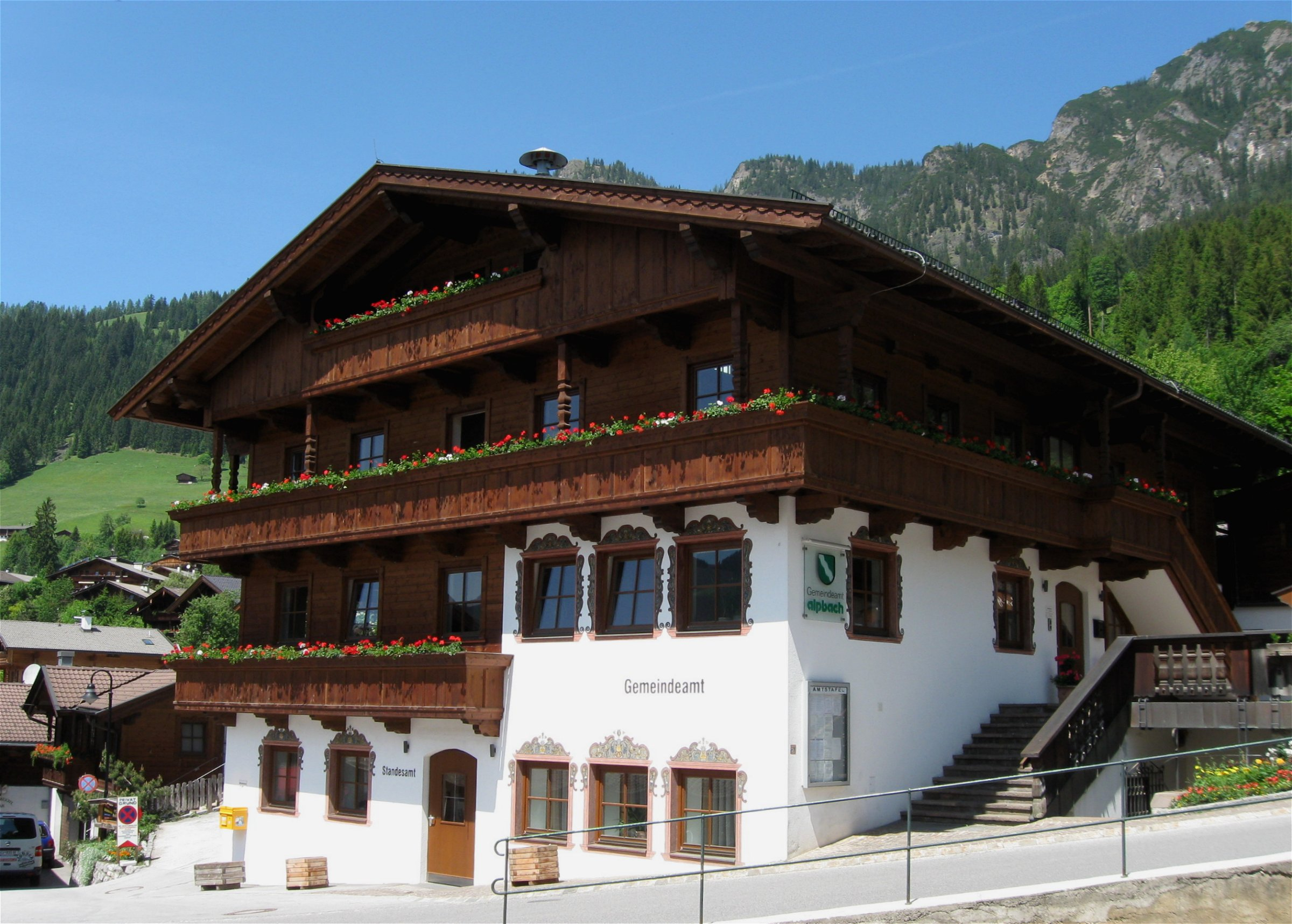
L'administration communale (Gemeindeamt).